# Time Slip
Time Slip (stilizzato Time_Slip) è l'undicesimo album in studio (il nono in lingua coreana) del gruppo musicale sudcoreano Super Junior, pubblicato nel 2019.

## Tracce
Time Slip – Versione Standard/Timeline 
1. The Crown – 3:39
2. Super Clap – 3:29
3. I Think I – 3:21
4. Game – 3:37
5. Somebody New – 3:22
6. Skydive – 3:56
7. Heads Up – 3:17
8. Stay with Me – 3:11
9. No Drama (performed by Leeteuk, Yesung, Eunhyuk, Ryeowook and Kyuhyun) – 3:18
10. Show – 3:50

Timeless – Repackage
1. 2YA2YAO! – 3:20
2. The Crown – 3:39
3. Ticky Tocky (악몽; Ag-mong) – 3:31
4. Shadow (赤霞; Chì xiá) – 3:29
5. Super Clap – 3:29
6. I Think I – 3:21
7. Game – 3:37
8. Somebody New – 3:22
9. Skydive – 3:56
10. Heads Up – 3:17
11. Stay with Me – 3:11
12. Rock Your Body (performed by Yesung, Eunhyuk, Donghae and Ryeowook) – 3:56
13. No Drama (performed by Leeteuk, Yesung, Eunhyuk, Ryeowook and Kyuhyun) – 3:18
14. Show – 3:50